# Just Room Enough

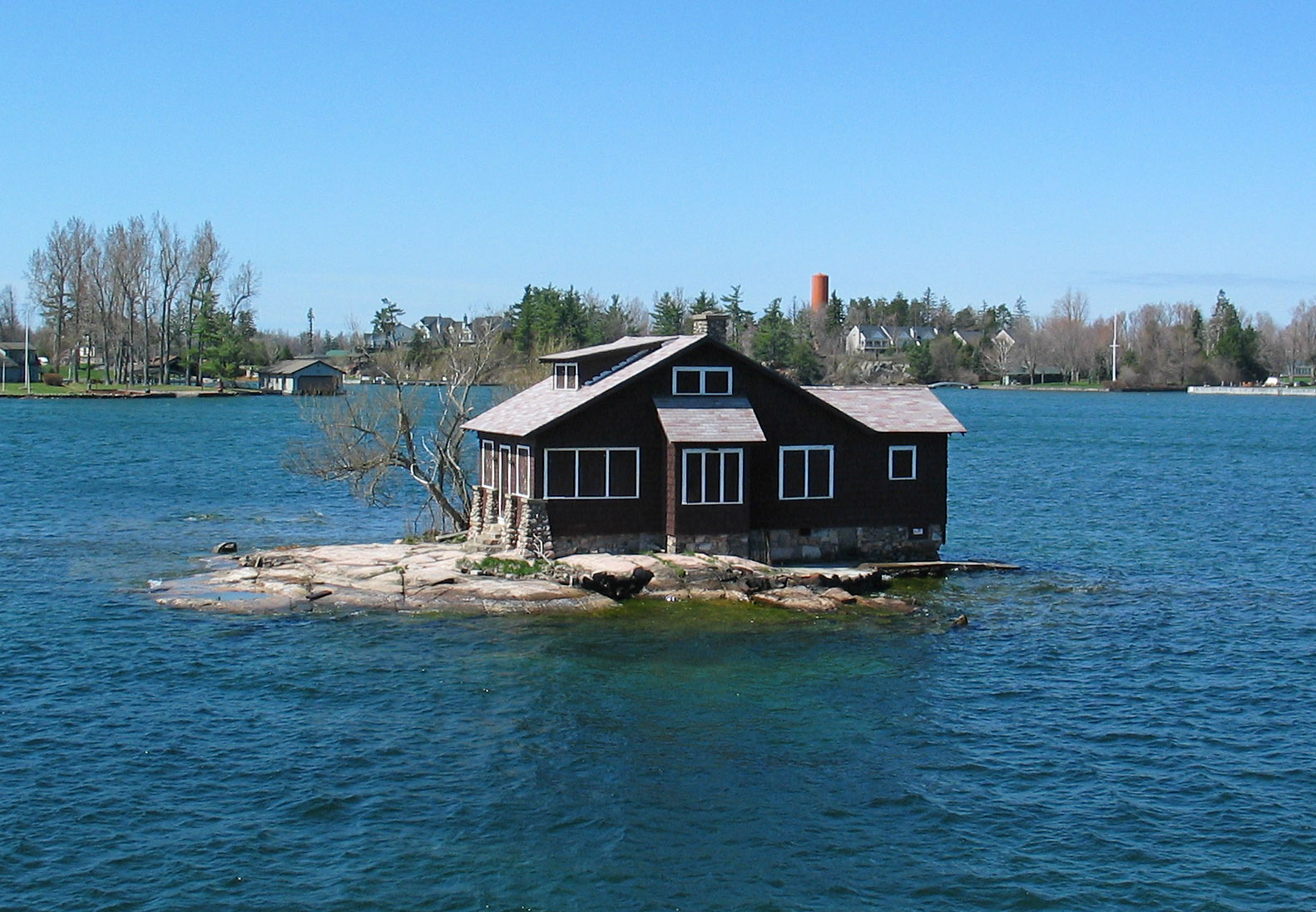
Il lato nord-orientale dell'isola.

Just Room Enough, conosciuta anche come isola Hub, è un'isola facente parte delle Thousand Islands, un gruppo di 1 864 isole situate nel fiume San Lorenzo, dove quest'ultimo emerge dall'angolo nord-est del lago Ontario, che segna il confine tra Canada e Stati Uniti d'America. Just Room Enough ha 1 abitante e si trova nella giurisdizione dello stato di New York, ed è pertanto collocata nel territorio statunitense.
L'isola, di proprietà della famiglia Sizeland, che l'ha acquistata negli anni 1950, è conosciuta per essere la più piccola isola abitata del mondo, avendo una superficie di circa 303,6 m², pari a circa un tredicesimo d'acro (un trentatreesimo d'ettaro), e ospita una sola casa, un albero, qualche arbusto e una piccola spiaggia.

## Storia
L'isola, al tempo chiamata "isola Hub", venne acquistata negli anni 1950 dalla famiglia Sizeland, che era alla ricerca di un luogo isolato dove poter costruire la propria casa per le vacanze. Dopo l'acquisto, i nuovi proprietari battezzarono ironicamente l'isola Just Room Enough che in italiano significa "spazio appena sufficiente". I Sizeland costruirono una casa le cui mura esterne, date le misure molto esigue dell'isola, sono poste ai bordi della superficie.
Nonostante la posizione relativamente isolata, e il desiderio dei Sizeland di usare Just Room Enough come luogo per isolarsi temporaneamente dalla società, il luogo attirò presto l'attenzione dei turisti incuriositi. Ancora oggi, Just Room Enough è considerata una tappa obbligata nel viaggio verso il vicino Castello di Boldt, ed è il soggetto più fotografato della zona.
A causa della curiosità suscitata dalle sue piccole dimensioni, l'isola è stata spesso oggetto di articoli giornalistici, come quello che il Washington Post le dedicò nel 2010 affermando: One misstep and you're swimming ossia, in inglese, "un passo falso e ti ritrovi a nuotare".
Nel corso delle stagioni può capitare che il livello del San Lorenzo si alzi tanto da arrivare a coprire la piccola spiaggia che circonda la casa dei Sizeland che, in quei giorni, sembra quasi galleggiare sull'acqua, costringendo i proprietari a sbarrare l'uscio di casa con dei sacchi di sabbia.

## Geografia e territorio
Just Room Enough giace nel fiume San Lorenzo, tra l'isola Heart e l'isolotto Imperial, vicino al confine tra Canada e Stati Uniti d'America. Essa appartiene allo Stato di New York, e in particolare è parte di Alexandria Bay, un villaggio nei pressi della cittadina di Alexandria.
Grazie all'albero che ospita, l'isola rientra tra le formazioni dell'arcipelago delle Mille Isole annoverate come "isole", differenziandosi quindi dai semplici scogli; gli altri criteri da soddisfare, oltre a quello di ospitare almeno un albero, sono l'essere emersa tutto l'anno e l'avere una superficie maggiore di 0,093 metri quadrati, vale a dire un piede quadrato.
Pur essendo effettivamente l'isola abitata più piccola del mondo, alcuni articoli locali asseriscono erroneamente che essa sia l'isola più piccola del mondo.